# Entre Folhas (ort)
Entre Folhas är en ort i Brasilien.   Den ligger i kommunen Entre Folhas och delstaten Minas Gerais, i den sydöstra delen av landet, 700 km sydost om huvudstaden Brasília. Entre Folhas ligger 454 meter över havet och antalet invånare är 5 172.
Terrängen runt Entre Folhas är kuperad åt nordväst, men åt sydost är den platt. Entre Folhas ligger nere i en dal. Närmaste större samhälle är Ubaporanga, 13,1 km öster om Entre Folhas.
Omgivningarna runt Entre Folhas är huvudsakligen savann. Runt Entre Folhas är det ganska tätbefolkat, med 75 invånare per kvadratkilometer.